# 羽束師坐高御産日神社

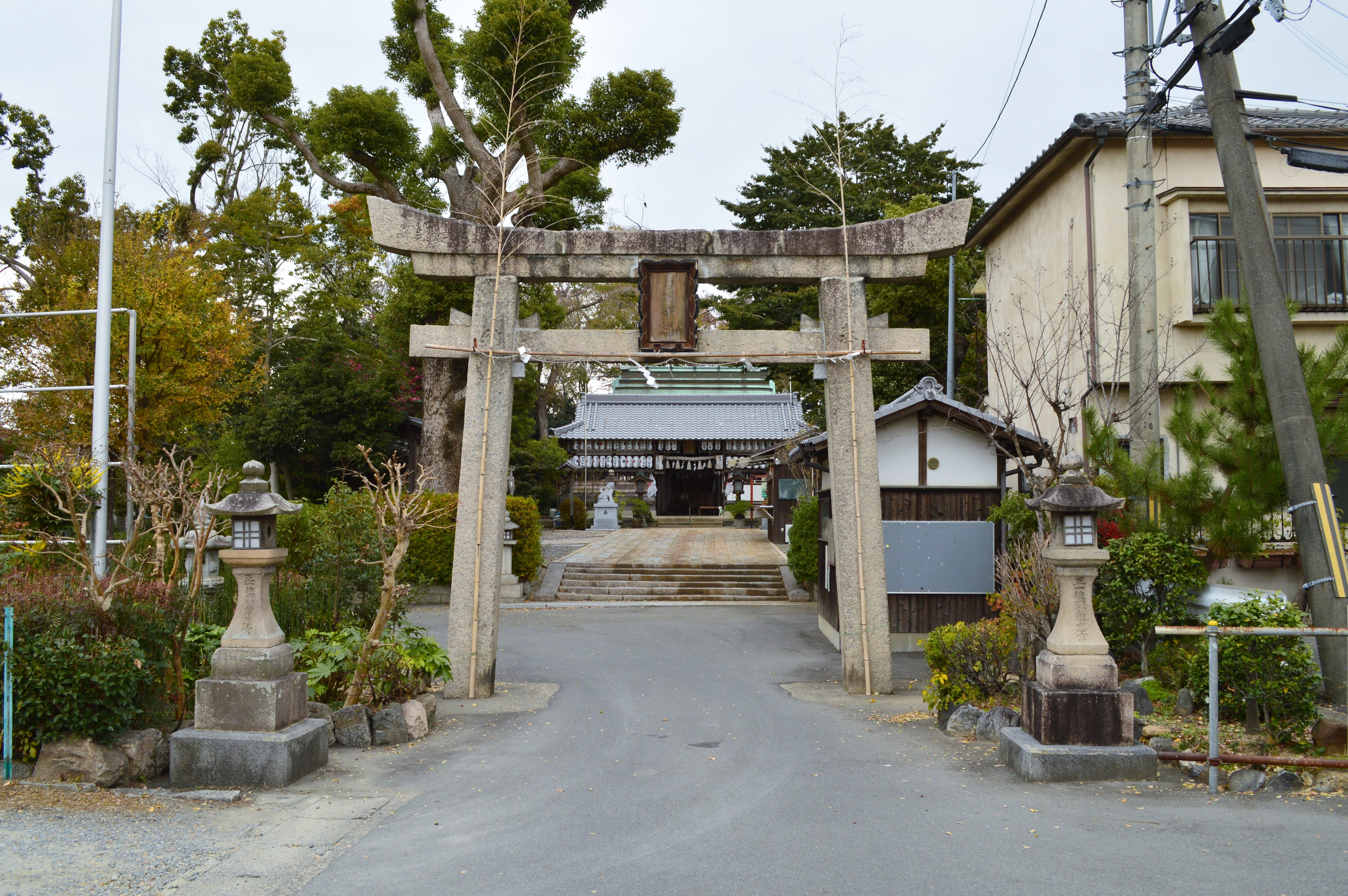
鳥居

羽束師坐高御産日神社（はづかしにますたかみむすびじんじゃ）は、京都府京都市伏見区にある神社。式内社（大社）で、旧社格は郷社。一般的には「羽束師神社」と称される。

## 祭神
- 高皇産霊神（たかみむすひのかみ）
- 神皇産霊神（かみむすひのかみ）

## 歴史
文政10年（1827年）当時の祠官であった古川為猛が記した『羽束師社旧記』によると創建は雄略天皇21年とされており、欽明天皇28年（567年）に桂川の増水によって周辺の集落が洪水に際した際にも神社は無事であったため、天皇より封戸を賜ったとされている。また、天智天皇4年（665年）には中臣鎌足が勅を受けて再建したとされている。
神社のある当地は、低湿地ながら桂川や旧小畑川など河川の合流地にあることから古くより農耕や水上交通によって栄えた場所であり、賀茂氏や秦氏のほかに品部の泊橿部（はつかしべ）が居住していたとされている。泊橿部は、日本書紀の垂仁天皇39年に「泊橿部等并せて十箇の品部もて五十瓊敷皇子に賜う」という記録が残っており、『令集解』職員令には「泊橿部とは古の波都加此伴造を云う」と記されている。
神社の文献上での初見は、続日本紀における文武天皇の時代である大宝元年（701年）4月3日条に「山背国葛野郡の月読神・樺井神・木嶋神・波都賀志神などの神稲については、今後は、中臣氏に給付せよ」という記述がある。また、大同3年（808年）に斎部広成が諸国騒擾の多さを憂いて国家の安穏を祈願するために、平城天皇の奏聞を得て天照皇大神を始め十一神を新たに勧請したとされている。日本三代実録には貞観元年（859年）9月8日条に「羽束志神、遣使奉幣、為風雨祈焉」という記述があり、延喜式神名帳では山城国第一の社として大社に列している (「羽束師坐高御産日神社　大  月次　新嘗」) 。

## 境内
境内一帯は『羽束師の森』と称されるように深い森におおわれており、周辺環境の急速な住宅地化により環境変化している中で桂川流域の歴史を残す貴重な環境として市指定の史跡に指定されている。また、境内にあるクスノキは区民の誇りの木に指定されている。

## 摂末社
- 北向見返天満宮

境外摂社である当社は、菅原道真が太宰府に下向している最中に羽束師神社を参拝し、「すてられて　おもう思いの　しげるをや　みをはづかしの　もりというらん」と歌を詠んだとされている。その際に北の方角を振り向いたとされており、この逸話から北向見返天満宮といて道真を祀るようになったとされる。

## 現地情報
所在地
- 京都府京都市伏見区羽束師志水町219-1

交通アクセス
- 最寄駅：京都市バス バス停「菱川」もしくは「樋爪口」下車後、徒歩約3分